# Sirfide
Sirfidele (Syrphidae) este una dintre cele mai mari familii de diptere, cuprinzând trei subfamilii, cu 200 genuri și 6.000 specii. În cadrul acestei familii variația este atât de mare la diferitele categorii sistematice încât este destul de greu de făcut o caracterizare generală valabilă. Au un colorit viu și contrastic de negru și galben, luând înfățișarea de viespi și albine. Adesea au culori metalice strălucitoare. Aripile sunt mari și prezintă drept caracter foarte distinctiv așa-numita vena spuria, o nervură pe jumătate evidentă, situată între nervurile mediană și radiară.  Antena este formată din 3 articole, segmentul al treilea fiind, de regulă, o aristă. Sunt insecte ce trăiesc pe ierburi și pe flori, fiind foarte comune în locuri umede. Adulții frecventează florile unde se hrănesc cu nectar și polen. Au zbor foarte caracteristic, planând în loc mai ales în fața florilor, apoi executând un zbor foarte iute, în unghiuri scurte, dar în același loc. De regulă stau mai multe la un loc, își încrucișează zigzagurile lor scurte de zbor. Larvele sirfidelor sunt foarte diferite la înfățișare și obiceiuri. Unele sunt zoofage, altele fitofage; există și forme coprofage, alte larve sunt saprofite în frunzar. Unele larve sunt parazite și trăiesc în cuiburi de viespi, ca cele din genul Volucella, altele, ca Microdon, în cuiburi de furnici. Acestea din urmă au și o înfățișare aparte, cu corpul foarte bombat, emisferic, plat ventral, semănând mai mult cu o moluscă decât cu o larvă de dipter. Syrphus, cu numeroase specii, au larve care fac ravagii printre păduchii de plante și sunt foarte folositoare. Larvele de Eristalis sunt viermi albi cu "coadă", care este un tub respirator foarte lung și subțire, se văd adesea prin latrine. Volucella bombylans, de mărimea, culoarea și înfățișarea unui bondar, are corpul bombat și scurt cu perișori lungi, deși și mătăsoși, pe toată suprafața; ca și bondarul are un colorit cu negru, galben și roșu (la prima vedere poate fi ușor confundat cu bondarul; fiind un exemplu clasic de mimetism); larvele lor trăiesc în cuiburile mai multor specii de Bombus, precum și în cuibul de Vespa germanica.
În România au fost identificate 481 specii de sirfide.